# Ex on the Beach (8.ª temporada)
Ex on the Beach 8 (Brasil: De Férias com o Ex 8 ) é a oitava temporada do reality show Ex on the Beach, exibida pela MTV desde 20 de março de 2018. A nova temporada foi confirmada em agosto de 2017. Dentre os participantes estão os conhecidos do público, Marnie Simpson do Geordie Shore, e o ex-concorrente do The X Factor, e ex-vocalista das boy bands Stereo Kicks e Union J, o cantor Casey Johnson.

## Participantes
- Negrito indica o participante original; todos os outros participantes, foram trazidos para o programa como um ex.

| Episódios | Nome             | Idade (durante as gravações) | Origem       | Exs                             |  |
| --------- | ---------------- | ---------------------------- | ------------ | ------------------------------- |  |
| 4         | Charlotte Hughes | 24                           | Essex        |                                 |  |
| 4         | Katie Champ      | 24                           | Gales do Sul |                                 |  |
| 4         | Kurtis Hartman   | 21                           | Essex        |                                 |  |
| 4         | Marcel Stevens   | 25                           | Manchester   |                                 |  |
| 4         | Marnie Simpson   | 26                           | Newcastle    | Casey Johnson, Kyle Walker      |  |
| 4         | Sam Lonsdale     | 20                           | Liverpool    | —                               |  |
| 4         | Sofia Filipe     | 21                           | Londres      | Joe Angus, Mikey Speakman       |  |
| 4         | Tom Litten       | 24                           | Somerset     | Lorna Boswell                   |  |
| 4         | Zach Tull        | 23                           | Reading      | Becky Taylor                    |  |
|           |                  |                              |              |                                 |  |
| 4         | Lorna Boswell    | 21                           | Sheffield    | Bibi Machin, Tom Litten         |  |
| 3         | Joe Angus        | 22                           | Newcastle    | Sofia Filipe                    |  |
| 1         | Mikey Speakman   | 22                           | Blackpool    | Sofia Filipe                    |  |
| 3         | Becky Taylor     | 23                           | Reading      | Zach Tull                       |  |
| 2         | Casey Johnson    | 22                           | Londres      | Marnie Simpson                  |  |
| 1         | Kyle Walker      | 22                           | Newcastle    | Emily Jane Wise, Marnie Simpson |  |
| 1         | Bibi Machin      | 21                           | Sheffield    | Lorna Boswell                   |  |
| 0         | Emily Jane Wise  |                              | Newcastle    | Kyle Walker                     |  |
| 0         | Laura Louise     |                              | Manchester   |                                 |  |

### Duração dos participantes
| Participantes | Episódios | Episódios | Episódios | Episódios | Episódios | Episódios | Episódios | Episódios | Episódios | Episódios |
| Participantes | 1         | 2         | 3         | 4         | 5         | 6         | 7         | 8         | 9         | 10        |
| ------------- | --------- | --------- | --------- | --------- | --------- | --------- | --------- | --------- | --------- | --------- |
| Charlotte     |           |           |           |           |           |           |           |           |           |           |
| Katie         |           |           |           |           |           |           |           |           |           |           |
| Kurtis        |           |           |           |           |           |           |           |           |           |           |
| Marcel        |           |           |           |           |           |           |           |           |           |           |
| Marnie        |           |           |           |           |           |           |           |           |           |           |
| Sam           |           |           |           |           |           |           |           |           |           |           |
| Sofia         |           |           |           |           |           |           |           |           |           |           |
| Tom           |           |           |           |           |           |           |           |           |           |           |
| Zach          |           |           |           |           |           |           |           |           |           |           |
|               |           |           |           |           |           |           |           |           |           |           |
| Lorna         |           |           |           |           |           |           |           |           |           |           |
| Joe           |           |           |           |           |           |           |           |           |           |           |
| Mikey         |           |           |           |           |           |           |           |           |           |           |
| Becky         |           |           |           |           |           |           |           |           |           |           |
| Casey         |           |           |           |           |           |           |           |           |           |           |
| Kyle          |           |           |           |           |           |           |           |           |           |           |
| Bibi          |           |           |           |           |           |           |           |           |           |           |
| Emily Jane    |           |           |           |           |           |           |           |           |           |           |
| Laura         |           |           |           |           |           |           |           |           |           |           |